# NHK World
NHK World — японский общественный телеканал. По аналогии с BBC World News, DW, France 24 и RT, данный канал имеет международный охват вещания через спутниковые операторы, короткие и средние волны, а также в онлайн-формате и через мобильные приложения.
В группу вещания NHK World, принадлежащую NHK входят радиостанция NHK World Radio Japan, вещающая в том числе на русском языке, а также телеканалы NHK World TV и NHK World Premium. Большинство выпускаемых группой программ доступны в онлайн-формате.

## Программы
Нынешние программы телеканала:
- Artisan x Designer
- ART TIME-TRAVELLER
- Asia Biz Forecast
- Asia Insight
- ASIA MUSIC NETWORK
- Asia This Week
- ASIAN VOICES
- At Home with Venetia in Kyoto
- BEGIN Japanology
- Booked for Japan
- Ceramic Treasures
- Cool Japan
- Core Kyoto
- DESIGN TALKS
- Document 72 Hours
- Go, Kitchen, Go!
- Great Gear
- GREAT NATURE
- imagine-nation
- Itadakimasu! Dining with the Chef
- J-Architect
- J-FLICKS
- J-Melo
- J-TECH Innovation & Evolution
- Japanology Plus
- journeys in japan
- KABUKI KOOL
- Kawaii International
- Lunch ON!
- Mapping Kyoto Streets
- NHK Newsline
- NHK Documentary
- RISING ARTIST
- Science View
- Seasoning the Seasons
- Side by Side
- Somewhere Street
- SPORTS JAPAN
- TAKESHI Art Beat
- The Creative Woman
- The Mark Of Beauty
- Today's Close Up
- Tokyo Eye
- Tokyo Fashion Express
- TOMORROW beyond 3.11
- WILDLIFE

## Радио Японии
Радио Японии NHK World транслирует новостные, информационные и развлекательные программы, посвящённые Японии и Азии. Объём ежедневного вещания достигает 65 часов.
Радио Японии представлено двумя службами:
- Основная служба ведёт всемирное вещание на японском и английском языках.
- Региональная служба ведёт вещание на территории различных географических зон на 17 языках: русском, английском, арабском, бенгальском, бирманском, вьетнамском, индонезийском, испанском, китайском, корейском, персидском, португальском, суахили, тайском, урду, французском и хинди. Обе службы доступны на коротковолновых частотах, средних волнах в России и Европе, а также в онлайне.

## Интернет-сервисы
Программы NHK World доступны онлайн
- NHK World Архивная копия от 31 мая 2014 на Wayback Machine
- Radio Japan Архивная копия от 5 апреля 2006 на Wayback Machine
- Japanese Lessons Архивная копия от 5 июня 2014 на Wayback Machine
- Уроки японского языка

Лишь ограниченное количество программ доступно онлайн бесплатно.